# 梅家沟站
梅家沟站是位于四川省绵阳市涪城区梅家沟的一个铁路车站，邮政编码621006。车站建于1955年，有宝成铁路经过该站，现仅办货运业务，不办理客运业务。车站及其上下行区间均已电气化。车站距离宝鸡站568公里，隶属成都铁路局，是四等站。